# Votations fédérales de 2002 en Suisse
Huit votations fédérales ont été organisées en 2002 en Suisse  les 3 mars, 2 juin, 22 septembre et 24 novembre.

## Mois de mars
Le 3 mars 2002, deux objets sont soumis à la votation.
1. L'initiative populaire du 6 mars 2000 « Pour l'adhésion de la Suisse à l'Organisation des Nations Unies (ONU) ».
2. L'initiative populaire du 5 novembre 1999 « Pour une durée du travail réduite ».

### Résultats
| Question         | Pour      | Pour | Contre    | Contre | Blancs | Nuls   | Total     | Inscrits  | Partici- pation | Cantons pour | Cantons pour | Cantons contre | Cantons contre |
| Question         | Votes     | %    | Votes     | %      | Blancs | Nuls   | Total     | Inscrits  | Partici- pation | Entiers      | Demi         | Entiers        | Demi           |
| ---------------- | --------- | ---- | --------- | ------ | ------ | ------ | --------- | --------- | --------------- | ------------ | ------------ | -------------- | -------------- |
| Adhésion à l'ONU | 1 489 110 | 54,6 | 1 237 629 | 45,4   | 20 386 | 11 800 | 2 758 925 | 4 721 320 | 58,44           | 11           | 2            | 9              | 4              |
| Durée du travail | 686 935   | 25,4 | 2 021 198 | 74,6   | 30 981 | 11 665 | 2 750 779 | 4 721 320 | 58,26           | 0            | 0            | 20             | 6              |

## Mois de juin
Le 2 juin 2002, deux objets sont soumis à la votation.
1. Le référendum facultatif sur la modification du 23 mars 2001 du Code pénal suisse (Interruption de grossesse).
2. L'initiative populaire du 19 novembre 1999 « Pour la mère et l'enfant - pour la protection de l'enfant à naître et pour l'aide à sa mère dans la détresse ».

### Résultats
| Question                | Pour      | Pour | Contre    | Contre | Blancs | Nuls  | Total     | Inscrits  | Partici- pation | Cantons pour | Cantons pour | Cantons contre | Cantons contre |
| Question                | Votes     | %    | Votes     | %      | Blancs | Nuls  | Total     | Inscrits  | Partici- pation | Entiers      | Demi         | Entiers        | Demi           |
| ----------------------- | --------- | ---- | --------- | ------ | ------ | ----- | --------- | --------- | --------------- | ------------ | ------------ | -------------- | -------------- |
| Dépénalisation de l'IVG | 1 399 545 | 72,2 | 540 105   | 27,8   | 30 008 | 8 465 | 1 978 123 | 4 731 017 | 41,81           |              |              |                |                |
| Pénalisation de l'IVG   | 352 432   | 18,2 | 1 578 870 | 81,8   | 32 912 | 8 382 | 1 972 596 | 4 731 017 | 41,69           | 0            | 0            | 20             | 6              |

## Mois de septembre
Le 22 septembre 2002, deux objets sont soumis à la votation.
1. L'initiative populaire du 30 octobre 2000 « Pour le versement au fonds AVS des réserves d'or excédentaires de la Banque nationale suisse » et le contre-projet de l’Assemblée fédérale « L’or à l’AVS, aux cantons et à la Fondation ».
2. Le référendum facultatif sur la Loi du 15 décembre 2000 sur le marché de l’électricité (LME).

### Résultats
| Question | Pour       | Pour       | Contre        | Contre        | Blancs | Nuls   | Total     | Inscrits  | Partici- pation | Cantons pour | Cantons pour | Cantons contre | Cantons contre |
| Question | Votes      | %          | Votes         | %             | Blancs | Nuls   | Total     | Inscrits  | Partici- pation | Entiers      | Demi         | Entiers        | Demi           |
| --- | ---------- | ---------- | ------------- | ------------- | ------ | ------ | --------- | --------- | --------------- | ------------ | ------------ | -------------- | -------------- |
| Réserves d'or excédentaires                                                                                         | 948 058    | 46,4       | 1 085 072     | 51,1          | 10 997 | 9 663  | 2 143 027 | 4 743 888 | 49,55           | 6            | 0            | 14             | 6              |
| Contre-projet | 984 537    | 46,4       | 1 057 398     | 49,8          | 10 997 | 9 663  | 2 143 027 | 4 743 888 | 49,55           | 6            | 1            | 14             | 5              |
| Question subsidiaire : Si l'initiative et le contre projet sont tous deux acceptés, lequel doit entrer en vigueur ? | Initiative | Initiative | Contre-projet | Contre-projet | 10 997 | 9 663  | 2 143 027 | 4 743 888 | 49,55           | Initiative   | Initiative   | Contre-projet  | Contre-projet  |
| Question subsidiaire : Si l'initiative et le contre projet sont tous deux acceptés, lequel doit entrer en vigueur ? | 953 316    | 953 316    | 1 020 309     | 1 020 309     | 10 997 | 9 663  | 2 143 027 | 4 743 888 | 49,55           | 7            | 2            | 13             | 4              |
| Marché de l'electricité                                                                                             | 972 770    | 47,4       | 1 078 412     | 52,6          | 62 974 | 11 058 | 2 125 214 | 4 743 888 | 44,79           |              |              |                |                |

## Mois de novembre
Le 24 novembre 2002, deux objets sont soumis à la votation.
1. L'initiative populaire du 30 novembre 2000 « Contre les abus dans le droit d'asile ».
2. Le référendum facultatif sur la modification du 22 mars 2002 de la Loi fédérale sur l'assurance-chômage obligatoire et l'indemnité en cas d'insolvabilité (Loi sur l'assurance-chômage, LACI).

### Résultats
| Question          | Pour      | Pour | Contre    | Contre | Blancs | Nuls   | Total     | Inscrits  | Partici- pation | Cantons pour | Cantons pour | Cantons contre | Cantons contre |
| Question          | Votes     | %    | Votes     | %      | Blancs | Nuls   | Total     | Inscrits  | Partici- pation | Entiers      | Demi         | Entiers        | Demi           |
| ----------------- | --------- | ---- | --------- | ------ | ------ | ------ | --------- | --------- | --------------- | ------------ | ------------ | -------------- | -------------- |
| Droit d'asile     | 1 119 324 | 49,9 | 1 123 550 | 50,1   | 23 764 | 9 940  | 2 276 596 | 4 749 962 | 48,12           | 10           | 5            | 10             | 1              |
| Assurance chômage | 1 234 623 | 56,1 | 966 626   | 43,9   | 50 862 | 10 019 | 2 262 130 | 4 749 962 | 47,82           |              |              |                |                |